# Склад Конституційного Суду України
Конституційний Суд України складається з вісімнадцяти суддів — по шість призначаються Президентом України, Верховною Радою України та з'їздом суддів України.
Суддя Конституційного Суду вступає на посаду з дня складення ним присяги на спеціальному пленарному засіданні, що відбувається в Залі засідань Суду.
Суддя призначається на 9 років без права бути призначеним повторно.
Суддею може бути громадянин України, який володіє державною мовою, на день призначення досяг сорока років, має вищу юридичну освіту і стаж професійної діяльності у сфері права щонайменше п'ятнадцять років, високі моральні якості, є правником із визнаним рівнем компетентності.

## Судді Конституційного Суду України
| №  | ПІБ                             | Посада    | Дата призначення  | Дата набуття повноважень | Квота                 |
| -- | ------------------------------- | --------- | ----------------- | ------------------------ | --------------------- |
| 1  | Городовенко Віктор Валентинович | Суддя КСУ | 13 листопада 2017 | 21 листопада 2017        | З'їзд суддів України  |
| 2  | Лемак Василь Васильович         | Суддя КСУ | 27 лютого 2018    | 2 березня 2018           | Президент України     |
| 3  | Первомайський Олег Олексійович  | Суддя КСУ | 20 вересня 2018   | 24 вересня 2018          | Верховна Рада України |
| 4  | Юровська Галина Валентинівна    | Суддя КСУ | 29 жовтня 2019    | 5 листопада 2019         | З'їзд суддів України  |
| 5  | Філюк Петро Тодосьович          | Суддя КСУ | 30 жовтня 2019    | 5 листопада 2019         | З'їзд суддів України  |
| 6  | Кичун Віктор Іванович           | Суддя КСУ | 18 лютого 2021    | 24 лютого 2021           | Верховна Рада України |
| 7  | Грищук Оксана Вікторівна        | Суддя КСУ | 26 листопада 2021 | 19 травня 2022           | Президент України     |
| 8  | Совгиря Ольга Володимирівна     | Суддя КСУ | 27 липня 2022     | 2 серпня 2022            | Верховна Рада України |
| 9  | Петришин Олександр Віталійович  | Суддя КСУ | 26 листопада 2021 | 21 вересня 2022          | Президент України     |
| 10 | Різник Сергій Васильович        | Суддя КСУ | 23 травня 2024    | 28 травня 2024           | Верховна Рада України |
| 11 | Олійник Алла Сергіївна          | Суддя КСУ | 18 вересня 2024   | 25 вересня 2024          | З'їзд суддів України  |
| 12 | Водянніков Олександр Юрійович   | Суддя КСУ | 27 червня 2025    | 3 липня 2025             | Президент України     |
| 13 | вакантно                        | Суддя КСУ |                   |                          | Президент України     |
| 14 | вакантно                        | Суддя КСУ |                   |                          | Президент України     |
| 15 | вакантно                        | Суддя КСУ |                   |                          | Верховна Рада України |
| 16 | вакантно                        | Суддя КСУ |                   |                          | Верховна Рада України |
| 17 | вакантно                        | Суддя КСУ |                   |                          | З'їзд суддів України  |
| 18 | вакантно                        | Суддя КСУ |                   |                          | З'їзд суддів України  |

### Судді у відставці та колишні судді
| № п/п | Ім'я                               | Дата призначення  | Дата набуття повноважень | Кінець повноважень | Квота                 |
| ----- | ---------------------------------- | ----------------- | ------------------------ | ------------------ | --------------------- |
| 1     | Мартиненко Петро Федорович         | 27 вересня 1996   | 18 жовтня 1996           | 17 лютого 2001     | Президент України     |
| 2     | Яценко Станіслав Сергійович        | 3 жовтня 1996     | 18 жовтня 1996           | 16 січня 2002      | Верховна Рада України |
| 3     | Корнієнко Микола Іванович          | 25 вересня 1997   | 8 жовтня 1997            | 26 червня 2002     | Верховна Рада України |
| 4     | Козюбра Микола Іванович            | 27 вересня 1996   | 18 жовтня 1996           | 28 січня 2003      | Президент України     |
| 5     | Тимченко Іван Артемович            | 27 вересня 1996   | 18 жовтня 1996           | 22 березня 2004    | Президент України     |
| 6     | Розенко Віталій Іванович           | 3 жовтня 1996     | 18 жовтня 1996           | 26 травня 2004     | Верховна Рада України |
| 7     | Тихий Володимир Павлович           | 27 вересня 1996   | 18 жовтня 1996           | 23 листопада 2004  | Президент України     |
| 8     | Малинникова Людмила Федорівна      | 20 вересня 1996   | 18 жовтня 1996           | 3 грудня 2004      | З'їзд суддів України  |
| 9     | Вознюк Володимир Денисович         | 20 вересня 1996   | 18 жовтня 1996           | 19 жовтня 2005     | З'їзд суддів України  |
| 10    | Шаповал Володимир Миколайович      | 27 вересня 1996   | 18 жовтня 1996           | 19 жовтня 2005     | Президент України     |
| 11    | Савенко Микола Дмитрович           | 20 вересня 1996   | 18 жовтня 1996           | 19 жовтня 2005     | З'їзд суддів України  |
| 12    | Німченко Василь Іванович           | 20 вересня 1996   | 18 жовтня 1996           | 19 жовтня 2005     | З'їзд суддів України  |
| 13    | Чубар Людмила Пантеліївна          | 20 вересня 1996   | 18 жовтня 1996           | 19 жовтня 2005     | З'їзд суддів України  |
| 14    | Мироненко Олександр Миколайович    | 3 жовтня 1996     | 18 жовтня 1996           | 19 жовтня 2005     | Верховна Рада України |
| 15    | Костицький Михайло Васильович      | 3 жовтня 1996     | 18 жовтня 1996           | 19 жовтня 2005     | Верховна Рада України |
| 16    | Селівон Микола Федосович           | 27 вересня 1996   | 18 жовтня 1996           | 19 жовтня 2005     | Президент України     |
| 17    | Скомороха Віктор Єгорович          | 20 вересня 1996   | 18 жовтня 1996           | 19 жовтня 2005     | З'їзд суддів України  |
| 18    | Євграфов Павло Борисович           | 19 червня 1997    | 27 червня 1997           | 20 липня 2006      | Верховна Рада України |
| 19    | Іващенко Володимир Іванович        | 2 березня 2001    | 13 березня 2001          | 7 вересня 2007     | Президент України     |
| 20    | Пшеничний Валерій Григорович       | 16 січня 2003     | 4 лютого 2003            | 11 вересня 2007    | Президент України     |
| 21    | Станік Сюзанна Романівна           | 25 березня 2004   | 22 квітня 2004           | 29 квітня 2010     | Президент України     |
| 22    | Нікітін Юрій Іванович              | 4 лютого 2008     | 3 червня 2008            | 15 червня 2010     | Президент України     |
| 23    | Джунь В'ячеслав Васильович         | 3 листопада 2005  | 4 серпня 2006            | 2 вересня 2010     | З'їзд суддів України  |
| 24    | Домбровський Іван Петрович         | 3 листопада 2005  | 4 серпня 2006            | 9 вересня 2010     | З'їзд суддів України  |
| 25    | Мачужак Ярослава Василівна         | 3 листопада 2005  | 4 серпня 2006            | 9 вересня 2010     | З'їзд суддів України  |
| 26    | Дідківський Анатолій Олександрович | 3 листопада 2005  | 4 серпня 2006            | 9 вересня 2010     | З'їзд суддів України  |
| 27    | Ткачук Павло Миколайович           | 11 липня 2002     | 10 вересня 2002          | 22 вересня 2011    | Верховна Рада України |
| 28    | Стрижак Андрій Андрійович          | 27 грудня 2004    | 4 серпня 2006            | 22 лютого 2013     | З'їзд суддів України  |
| 29    | Лилак Дмитро Дмитрович             | 14 листопада 2005 | 4 серпня 2006            | 25 квітня 2013     | Президент України     |
| 30    | Кампо Володимир Михайлович         | 14 листопада 2005 | 4 серпня 2006            | 17 вересня 2013    | Президент України     |
| 31    | Винокуров Сергій Маркіянович       | 15 червня 2010    | 16 червня 2010           | 19 листопада 2013  | Президент України     |
| 32    | Шишкін Віктор Іванович             | 14 листопада 2005 | 4 серпня 2006            | 21 липня 2015      | Президент України     |
| 33    | Бринцев Василь Дмитрович           | 3 листопада 2005  | 4 серпня 2006            | 12 листопада 2015  | З'їзд суддів України  |
| 34    | Стецюк Петро Богданович            | 4 серпня 2006     | 4 серпня 2006            | 5 липня 2016       | Верховна Рада України |
| 35    | Гультай Михайло Мирославович       | 16 вересня 2010   | 21 вересня 2010          | 17 вересня 2019    | З'їзд суддів України  |
| 36    | Запорожець Михайло Петрович        | 16 вересня 2010   | 21 вересня 2010          | 17 вересня 2019    | З'їзд суддів України  |
| 37    | Шаптала Наталя Костянтинівна       | 16 вересня 2010   | 21 вересня 2010          | 17 вересня 2019    | З'їзд суддів України  |
| 38    | Мельник Микола Іванович            | 13 березня 2014   | 13 березня 2014          | 24 грудня 2019     | Верховна Рада України |
| 39    | Литвинов Олександр Миколайович     | 22 лютого 2013    | 15 травня 2013           | 26 квітня 2022     | З'їзд суддів України  |
| 40    | Сас Сергій Володимирович           | 13 березня 2014   | 13 березня 2014          | 7 грудня 2022      | Верховна Рада України |
| 41    | Сліденко Ігор Дмитрович            | 13 березня 2014   | 13 березня 2014          | 7 грудня 2022      | Верховна Рада України |
| 42    | Завгородня Ірина Миколаївна        | 20 вересня 2018   | 24 вересня 2018          | 7 грудня 2022      | Верховна Рада України |
| 43    | Головатий Сергій Петрович          | 27 лютого 2018    | 2 березня 2018           | 29 травня 2024     | Президент України     |
| 44    | Кривенко Віктор Васильович         | 13 листопада 2015 | 27 січня 2016            | 27 січня 2025      | З'їзд суддів України  |
| 45    | Колісник Віктор Павлович           | 26 січня 2016     | 27 січня 2016            | 27 січня 2025      | Президент України     |
| 46    | Мойсик Володимир Романович         | 26 січня 2016     | 27 січня 2016            | 27 січня 2025      | Президент України     |

| № п/п | Ім'я                             | Дата призначення | Дата набуття повноважень | Кінець повноважень | Квота                 |
| ----- | -------------------------------- | ---------------- | ------------------------ | ------------------ | --------------------- |
| 1     | Головін Анатолій Сергійович      | 4 серпня 2006    | 4 серпня 2006            | 24 лютого 2014     | Верховна Рада України |
| 2     | Колос Михайло Іванович           | 4 серпня 2006    | 4 серпня 2006            | 24 лютого 2014     | Верховна Рада України |
| 3     | Маркуш Марія Андріївна           | 4 серпня 2006    | 4 серпня 2006            | 24 лютого 2014     | Верховна Рада України |
| 4     | Овчаренко В'ячеслав Андрійович   | 4 серпня 2006    | 4 серпня 2006            | 24 лютого 2014     | Верховна Рада України |
| 5     | Пасенюк Олександр Михайлович     | 3 листопада 2011 | 3 листопада 2011         | 5 липня 2016       | Верховна Рада України |
| 6     | Сергейчук Олег Анатолійович      | 16 вересня 2010  | 21 вересня 2010          | 5 листопада 2016   | З'їзд суддів України  |
| 7     | Баулін Юрій Васильович           | 4 лютого 2008    | 3 червня 2008            | 3 червня 2017      | Президент України     |
| 8     | Вдовіченко Сергій Леонідович     | 30 травня 2008   | 3 червня 2008            | 3 червня 2017      | Президент України     |
| 9     | Шевчук Станіслав Володимирович   | 13 березня 2014  | 13 березня 2014          | 14 травня 2019     | Верховна Рада України |
| 10    | Тупицький Олександр Миколайович  | 14 травня 2013   | 15 травня 2013           | 15 травня 2022     | Президент України     |
| 11    | Касмінін Олександр Володимирович | 17 вересня 2013  | 19 вересня 2013          | 19 вересня 2022    | Президент України     |

| № п/п | Ім'я                          | Дата призначення | Дата звільнення або скасування рішення про призначення | Квота             |
| ----- | ----------------------------- | ---------------- | ------------------------------------------------------ | ----------------- |
| 1     | Йосипчук Олександр Семенович  | 4 лютого 2008    | не склав присягу, указ не скасовано                    | Президент України |
| 2     | Гавриш Степан Богданович      | 22 грудня 2004   | 31 грудня 2004                                         | Президент України |
| 3     | Коваленко Валентин Васильович | 5 січня 2005     | 28 січня 2005                                          | Президент України |
| 4     | Гавриш Степан Богданович      | 3 травня 2007    | 18 січня 2008                                          | Президент України |
| 5     | Костицький Василь Васильович  | 4 травня 2007    | 5 лютого 2008                                          | Президент України |